# Tanyconops ocellatus
Tanyconops ocellatus är en tvåvingeart som beskrevs av Schneider 2010. Tanyconops ocellatus ingår i släktet Tanyconops och familjen stekelflugor. Inga underarter finns listade i Catalogue of Life.